# Putjatinskij rajon
Il Putjatinskij rajon (in russo Путятинский район?) è un rajon dell'Oblast' di Rjazan', nella Russia europea; il capoluogo è Putjatino. Istituito nel 1977, ricopre una superficie di 1.008 chilometri quadrati ed ospita una popolazione di circa 7.000 abitanti.